# CUDA
CUDA (engl. Compute Unified Device Architecture) je platforma za paralelnu obradu koju je kreirala Nvidia, i implementirana je na grafičkim procesorima koje oni proizvode. CUDA daje programerima direktan pristup virtuelnom skupu instrukcija i memoriji za paralelnu obradu u GPU.
Pomoću CUDA platforme, GPU se može koristiti i za generalno programiranje, a ne samo za grafiku. Ovaj pristup je poznat kao GPGPU (eng. General-purpose computing on graphics processing units). Za razliku od CPU, GPU poseduje paralelnost kroz arhitekturu koja naglašava izvršavanje više konkurentnih niti sporije, umesto izvršavanja jedne niti veoma brzo.
CUDA platforma je dostupna programerima kroz CUDA biblioteke, kompajlerske direktive, i ekstenzije programskih jezika C, C++ i Fortran. C/C++ programeri koriste 'CUDA C/C++', kompajler sa "nvcc", LLVM C/C++ kompajlerom.
Osim biblioteka, direktiva, CUDA C/C++ i CUDA Fortran, CUDA platforma podržava i druge interfejse kao što su OpenCL, Microsoft DirectCompute (interfejs koji je deo DirectX SDK) i C++ AMP.
U industriji računarskih igara, GPU se osim za grafičko renderovanje koristi i za matematička izračunavanja u fizici za efekte poput vatre, dima, i dinamike fluida. CUDA se za ovu svrhu koristi u NVIDIA PhysX i Bullet fizičkim mašinama. Osim u video igrama, CUDA se također koristi i za ubrzavanje izračunavanja u biologiji, kriptografiji i drugim naučnim poljima sa intenzivnom primenom matematičkih izračunavanja.
CUDA obezbeđuje API niskog nivoa, kao i API visokog nivoa. Prva verzija CUDA SDK je predstavljena 15. Februara 2007. za Microsoft Windows i Linux. Mac OS X podrška je dodana kasnije u verziji 2.0.
CUDA radi na svim Nvidia GPU počevši od G8x serije, Nvidia GeForce, Nvidia Quadro i Nvidia Tesla brendovima.

## Pozadina
GPU, kao specijalni procesor, obavlja veoma intenzivne zadatke vezane za 3D grafiku visoke rezolucije u realnom vremenu.
GPU je evoluirao u paralelni višeprocesorski sistem koji omogućava veoma efikasnu obradu velikih blokova podataka. GPU je efikasniji nego opštenamenski CPU za algoritme gde se veliki blokovi podataka obrađuju paralelno, poput:
- push-relabel algoritam maksimalnog protoka grafa;
- brzo sortiranje velikih listi;
- simulacije molekularne dinamike;

## Prednosti
CUDA ima nekoliko prednosti nad obradom pomoću grafičkih API-ja:
- Razbacano čitanje - kod može biti pročitan sa proizvoljne adrese u memoriji;
- Deljena memorija – CUDA izlaže brze regione deljene memorije (do 48KB po multi-procesoru) koji mogu biti deljeni između niti. Ovo se može koristiti kao korisnički keš, pružajući veći propust podataka nego što je to moguće pomoću metode traženja tekstura (eng. texture lookups method);[10]
- Brži tok podataka iz/u GPU;
- Puna podrška za celobrojne i bitovne operacije, uključujući celobrojno pretraživanje tekstura;

## Ograničenja
- CUDA ne podržava puni C standard, tako da se validan C kod, ali pogrešan C++ kod neće kompajlirati;[11][12]
- Renderovanje tekstura nije podržano;
- Kopiranje podataka između hosta i memorije uređaja može rezultovati opadanjem performansi zbog propusta i kašnjenja sistemske magistrale;
- Niti bi se trebale izvršavati u grupama od po barem 32 niti za najbolje performanse. Grananja u programu nemaju uticaja na performanse, pod pretpostavkom da svaka od 32 niti ima isti izvršni tok;
- CUDA je dostupna samo na GPU koje proizvodi Nvidia;[13]
- Validan C++ kod ponekad može biti označen što sprečava njegovo kompajliranje zbog tehnika optimizacije koje kompajler koristi;
- CUDA koristi podskup C jezika, bez rekurzije i pokazivača na funkcije sa dodatnim manjim proširenjima. Međutim, pojedinačan proces se mora izvršavati na više razdvojenih memorijskih prostora za razliku od ostalih C izvršnih okruženja;
- Realni brojevi dvostruke preciznosti (CUDA compute capability 1.3+) odstupaju od IEEE 754 standarda: "zaokruži na najbliži paran" je jedini podržan mod zaokruživanja za recipročne vrednosti, deljenje, i kvadratni koren;[14]

## Podržani GPU
CUDA compute capability tabela za GPU i grafičku kartu. Također direktno dostupno na: Nvidia:
| CUDA compute capability (verzija) | GPU                                            | Grafičke kartice |
| --------------------------------- | ---------------------------------------------- | --- |
| 1.0                               | G80, G92, G92b, G94, G94b                      | GeForce GT 420*, GeForce 8800 Ultra, GeForce 8800 GTX, GeForce GT 340*, GeForce GT 330*, GeForce GT 320*, GeForce 315*, GeForce 310*, GeForce 9800 GT, GeForce 9600 GT, GeForce 9400GT, Quadro FX 5600, Quadro FX 4600, Quadro Plex 2100 S4, Tesla C870, Tesla D870, Tesla S870 |
| 1.1                               | G86, G84, G98, G96, G96b, G94, G94b, G92, G92b | GeForce G110M, GeForce 9300M GS, GeForce 9200M GS, GeForce 9100M G, GeForce 8400M GT, GeForce G105M, Quadro FX 4700 X2, Quadro FX 3700, Quadro FX 1800, Quadro FX 1700, Quadro FX 580, Quadro FX 570, Quadro FX 470, Quadro FX 380, Quadro FX 370, Quadro FX 370 Low Profile, Quadro NVS 450, Quadro NVS 420, Quadro NVS 290, Quadro NVS 295, Quadro Plex 2100 D4, Quadro FX 3800M, Quadro FX 3700M, Quadro FX 3600M, Quadro FX 2800M, Quadro FX 2700M, Quadro FX 1700M, Quadro FX 1600M, Quadro FX 770M, Quadro FX 570M, Quadro FX 370M, Quadro FX 360M, Quadro NVS 320M, Quadro NVS 160M, Quadro NVS 150M, Quadro NVS 140M, Quadro NVS 135M, Quadro NVS 130M, Quadro NVS 450, Quadro NVS 420, Quadro NVS 295 |
| 1.2                               | GT218, GT216, GT215                            | GeForce GT 240, GeForce GT 220*, GeForce 210*, GeForce GTS 360M, GeForce GTS 350M, GeForce GT 335M, GeForce GT 330M, GeForce GT 325M, GeForce GT 240M, GeForce G210M, GeForce 310M, GeForce 305M, Quadro FX 380 Low Profile, NVIDIA NVS 300, Quadro FX 1800M, Quadro FX 880M, Quadro FX 380M, NVIDIA NVS 300, NVS 5100M, NVS 3100M, NVS 2100M |
| 1.3                               | GT200, GT200b                                  | GeForce GTX 280, GeForce GTX 275, GeForce GTX 260, Quadro FX 5800, Quadro FX 4800, Quadro FX 4800 for Mac, Quadro FX 3800, Quadro CX, Quadro Plex 2200 D2, Tesla C1060, Tesla S1070, Tesla M1060 |
| 2.0                               | GF100, GF110                                   | GeForce GTX 590, GeForce GTX 580, GeForce GTX 570, GeForce GTX 480, GeForce GTX 470, GeForce GTX 465, GeForce GTX 480M, Quadro 6000, Quadro 5000, Quadro 4000, Quadro 4000 for Mac, Quadro Plex 7000, Quadro 5010M, Quadro 5000M, Tesla C2075, Tesla C2050/C2070, Tesla M2050/M2070/M2075/M2090 |
| 2.1                               | GF104, GF106 GF108,GF114, GF116, GF119         | GeForce GTX 560 Ti, GeForce GTX 550 Ti, GeForce GTX 460, GeForce GTS 450, GeForce GTS 450*, GeForce GT 640 (GDDR3), GeForce GT 630, GeForce GT 620, GeForce GT 610, GeForce GT 520, GeForce GT 440, GeForce GT 440*, GeForce GT 430, GeForce GT 430*, GeForce GTX 675M, GeForce GTX 670M, GeForce GT 635M, GeForce GT 630M, GeForce GT 625M, GeForce GT 720M, GeForce GT 620M, GeForce 710M, GeForce 610M, GeForce GTX 580M, GeForce GTX 570M, GeForce GTX 560M, GeForce GT 555M, GeForce GT 550M, GeForce GT 540M, GeForce GT 525M, GeForce GT 520MX, GeForce GT 520M, GeForce GTX 485M, GeForce GTX 470M, GeForce GTX 460M, GeForce GT 445M, GeForce GT 435M, GeForce GT 420M, GeForce GT 415M, GeForce 710M, GeForce 410M, Quadro 2000, Quadro 2000D, Quadro 600, Quadro 410, Quadro 4000M, Quadro 3000M, Quadro 2000M, Quadro 1000M, NVS 5400M, NVS 5200M, NVS 4200M |
| 3.0                               | GK104, GK106, GK107                            | GeForce GTX 770, GeForce GTX 760, GeForce GTX 690, GeForce GTX 680, GeForce GTX 670, GeForce GTX 660 Ti, GeForce GTX 660, GeForce GTX 650 Ti BOOST, GeForce GTX 650 Ti, GeForce GTX 650, GeForce GTX 780M, GeForce GTX 770M, GeForce GTX 765M, GeForce GTX 760M, GeForce GTX 680MX, GeForce GTX 680M, GeForce GTX 675MX, GeForce GTX 670MX, GeForce GTX 660M, GeForce GT 750M, GeForce GT 650M, GeForce GT 745M, GeForce GT 645M, GeForce GT 740M, GeForce GT 730M, GeForce GT 640M, GeForce GT 640M LE, GeForce GT 735M, GeForce GT 730M, Quadro K5000, Quadro K4000, Quadro K2000, Quadro K2000D, Quadro K600, Quadro K500M, Tesla K10 |
| 3.5                               | GK110, GK208                                   | GeForce GTX TITAN, GeForce GTX 780 Ti, GeForce GTX 780, GeForce GT 640 (GDDR5), Quadro K6000, Tesla K40, Tesla K20x, Tesla K20 |

'*' - OEM proizvodi
Tabela uređaja koji podržavaju platformu CUDA:
| Nvidia GeForce           |
| ------------------------ |
| GeForce GTX TITAN        |
| GeForce GTX 780 Ti       |
| GeForce GTX 780          |
| GeForce GTX 770          |
| GeForce GTX 760          |
| GeForce GTX 690          |
| GeForce GTX 680          |
| GeForce GTX 670          |
| GeForce GTX 660 Ti       |
| GeForce GTX 660          |
| GeForce GTX 650 Ti BOOST |
| GeForce GTX 650 Ti       |
| GeForce GTX 650          |
| GeForce GT 640           |
| GeForce GTX 590          |
| GeForce GTX 580          |
| GeForce GTX 570          |
| GeForce GTX 560 Ti       |
| GeForce GTX 560          |
| GeForce GTX 550 Ti       |
| GeForce GT 520           |
| GeForce GTX 480          |
| GeForce GTX 470          |
| GeForce GTX 465          |
| GeForce GTX 460          |
| GeForce GTX 460 SE       |
| GeForce GTS 450          |
| GeForce GT 440           |
| GeForce GT 430           |
| GeForce GT 420           |
| GeForce GTX 295          |
| GeForce GTX 285          |
| GeForce GTX 280          |
| GeForce GTX 275          |
| GeForce GTX 260          |
| GeForce GTS 250          |
| GeForce GTS 240          |
| GeForce GT 240           |
| GeForce GT 220           |
| GeForce 210/G210         |
| GeForce GT 140           |
| GeForce 9800 GX2         |
| GeForce 9800 GTX+        |
| GeForce 9800 GTX         |
| GeForce 9800 GT          |
| GeForce 9600 GSO         |
| GeForce 9600 GT          |
| GeForce 9500 GT          |
| GeForce 9400 GT          |
| GeForce 9400 mGPU        |
| GeForce 9300 mGPU        |
| GeForce 9100 mGPU        |
| GeForce 8800 Ultra       |
| GeForce 8800 GTX         |
| GeForce 8800 GTS         |
| GeForce 8800 GT          |
| GeForce 8800 GS          |
| GeForce 8600 GTS         |
| GeForce 8600 GT          |
| GeForce 8600 mGT         |
| GeForce 8500 GT          |
| GeForce 8400 GS          |
| GeForce 8300 mGPU        |
| GeForce 8200 mGPU        |
| GeForce 8100 mGPU        |
| GeForce GT 630           |

| Nvidia GeForce Mobile |
| --------------------- |
| GeForce GTX 780M      |
| GeForce GTX 770M      |
| GeForce GTX 765M      |
| GeForce GTX 760M      |
| GeForce GT 750M       |
| GeForce GT 745M       |
| GeForce GT 740M       |
| GeForce GT 735M       |
| GeForce GT 730M       |
| GeForce GTX 680MX     |
| GeForce GTX 680M      |
| GeForce GTX 675MX     |
| GeForce GTX 675M      |
| GeForce GTX 670MX     |
| GeForce GTX 670M      |
| GeForce GTX 660M      |
| GeForce GT 650M       |
| GeForce GT 645M       |
| GeForce GT 640M       |
| GeForce GTX 580M      |
| GeForce GTX 570M      |
| GeForce GTX 560M      |
| GeForce GT 555M       |
| GeForce GT 550M       |
| GeForce GT 540M       |
| GeForce GT 525M       |
| GeForce GT 520M       |
| GeForce GTX 480M      |
| GeForce GTX 470M      |
| GeForce GTX 460M      |
| GeForce GT 445M       |
| GeForce GT 435M       |
| GeForce GT 425M       |
| GeForce GT 420M       |
| GeForce GT 415M       |
| GeForce GTX 285M      |
| GeForce GTX 280M      |
| GeForce GTX 260M      |
| GeForce GTS 360M      |
| GeForce GTS 350M      |
| GeForce GTS 260M      |
| GeForce GTS 250M      |
| GeForce GT 335M       |
| GeForce GT 330M       |
| GeForce GT 325M       |
| GeForce GT 320M       |
| GeForce 310M          |
| GeForce GT 240M       |
| GeForce GT 230M       |
| GeForce GT 220M       |
| GeForce G210M         |
| GeForce GTS 160M      |
| GeForce GTS 150M      |
| GeForce GT 130M       |
| GeForce GT 120M       |
| GeForce G110M         |
| GeForce G105M         |
| GeForce G103M         |
| GeForce G102M         |
| GeForce G100          |
| GeForce 9800M GTX     |
| GeForce 9800M GTS     |
| GeForce 9800M GT      |
| GeForce 9800M GS      |
| GeForce 9700M GTS     |
| GeForce 9700M GT      |
| GeForce 9650M GT      |
| GeForce 9650M GS      |
| GeForce 9600M GT      |
| GeForce 9600M GS      |
| GeForce 9500M GS      |
| GeForce 9500M G       |
| GeForce 9400M G       |
| GeForce 9300M GS      |
| GeForce 9300M G       |
| GeForce 9200M GS      |
| GeForce 9100M G       |
| GeForce 8800M GTX     |
| GeForce 8800M GTS     |
| GeForce 8700M GT      |
| GeForce 8600M GT      |
| GeForce 8600M GS      |
| GeForce 8400M GT      |
| GeForce 8400M GS      |
| GeForce 8400M G       |
| GeForce 8200M G       |

| Nvidia Quadro             |
| ------------------------- |
| Quadro K6000              |
| Quadro K5000              |
| Quadro K4000              |
| Quadro K2000D             |
| Quadro K2000              |
| Quadro K600               |
| Quadro 6000               |
| Quadro 5000               |
| Quadro 4000               |
| Quadro 2000               |
| Quadro 600                |
| Quadro FX 5800            |
| Quadro FX 5600            |
| Quadro FX 4800            |
| Quadro FX 4700 X2         |
| Quadro FX 4600            |
| Quadro FX 3800            |
| Quadro FX 3700            |
| Quadro FX 1800            |
| Quadro FX 1700            |
| Quadro FX 580             |
| Quadro FX 570             |
| Quadro FX 380             |
| Quadro FX 370             |
| Quadro NVS 510            |
| Quadro NVS 450            |
| Quadro NVS 420            |
| Quadro NVS 295            |
| Quadro Plex 1000 Model IV |
| Quadro Plex 1000 Model S4 |

| Nvidia Quadro Mobile |
| -------------------- |
| Quadro K5100M        |
| Quadro K5000M        |
| Quadro K4100M        |
| Quadro K4000M        |
| Quadro K3100M        |
| Quadro K3000M        |
| Quadro K2100M        |
| Quadro K2000M        |
| Quadro K1100M        |
| Quadro K1000M        |
| Quadro K610M         |
| Quadro K510M         |
| Quadro K500M         |
| Quadro 5010M         |
| Quadro 5000M         |
| Quadro 4000M         |
| Quadro 3000M         |
| Quadro 2000M         |
| Quadro 1000M         |
| Quadro FX 3800M      |
| Quadro FX 3700M      |
| Quadro FX 3600M      |
| Quadro FX 2800M      |
| Quadro FX 2700M      |
| Quadro FX 1800M      |
| Quadro FX 1700M      |
| Quadro FX 1600M      |
| Quadro FX 880M       |
| Quadro FX 770M       |
| Quadro FX 570M       |
| Quadro FX 380M       |
| Quadro FX 370M       |
| Quadro FX 360M       |
| Quadro NVS 320M      |
| Quadro NVS 160M      |
| Quadro NVS 150M      |
| Quadro NVS 140M      |
| Quadro NVS 135M      |
| Quadro NVS 130M      |

| Nvidia Tesla      |
| ----------------- |
| Tesla K40         |
| Tesla K20X        |
| Tesla K20         |
| Tesla K10         |
| Tesla C2050/2070  |
| Tesla M2050/M2070 |
| Tesla S2050       |
| Tesla S1070       |
| Tesla M1060       |
| Tesla C1060       |
| Tesla C870        |
| Tesla D870        |
| Tesla S870        |

## Specifikacije i svojstva verzija
| Podrška svojstva                                                                                | CUDA compute capability (verzija) | CUDA compute capability (verzija) | CUDA compute capability (verzija) | CUDA compute capability (verzija) | CUDA compute capability (verzija) | CUDA compute capability (verzija) | CUDA compute capability (verzija) |
| Podrška svojstva                                                                                | 1.0                               | 1.1                               | 1.2                               | 1.3                               | 2.x                               | 3.0                               | 3.5                               |
| ----------------------------------------------------------------------------------------------- | --------------------------------- | --------------------------------- | --------------------------------- | --------------------------------- | --------------------------------- | --------------------------------- | --------------------------------- |
| Celobrojne atomske funkcije nad 32-bitnim rečima u globalnoj memoriji                           | Не                                | Да                                | Да                                | Да                                | Да                                | Да                                | Да                                |
| atomicExch() nad 32-bitnim vrednostima brojeva sa pokretnom tačkom u globalnoj memoriji         | Не                                | Да                                | Да                                | Да                                | Да                                | Да                                | Да                                |
| Celobrojne atomske funkcije nad 32-bitnim rečima u deljenoj memoriji                            | Не                                | Не                                | Да                                | Да                                | Да                                | Да                                | Да                                |
| atomicExch() nad 32-bitnim vrednostima brojeva sa pokretnom tačkom u deljenoj memoriji          | Не                                | Не                                | Да                                | Да                                | Да                                | Да                                | Да                                |
| Celobrojne atomske funkcije nad 64-bitnim rečima u globalnoj memoriji                           | Не                                | Не                                | Да                                | Да                                | Да                                | Да                                | Да                                |
| Warp vote funkcije                                                                              | Не                                | Не                                | Да                                | Да                                | Да                                | Да                                | Да                                |
| Operacije nad brojevima sa pokretnom tačkom dvostruke preciznosti                               | Не                                | Не                                | Не                                | Да                                | Да                                | Да                                | Да                                |
| Atomske funkcije za obradu 64-bitnih celobrojnih vrednosti u deljenoj memoriji                  | Не                                | Не                                | Не                                | Не                                | Да                                | Да                                | Да                                |
| Atomske funkcija sabiranja brojeva sa pokretnom tačkom nad 32-bitnim rečima u deljenoj memoriji | Не                                | Не                                | Не                                | Не                                | Да                                | Да                                | Да                                |
| _ballot()                                                                                       | Не                                | Не                                | Не                                | Не                                | Да                                | Да                                | Да                                |
| _threadfence_system()                                                                           | Не                                | Не                                | Не                                | Не                                | Да                                | Да                                | Да                                |
| _syncthreads_count(), _syncthreads_and(), _syncthreads_or()                                     | Не                                | Не                                | Не                                | Не                                | Да                                | Да                                | Да                                |
| Funkcije za površine                                                                            | Не                                | Не                                | Не                                | Не                                | Да                                | Да                                | Да                                |
| 3D mreža blokova niti                                                                           | Не                                | Не                                | Не                                | Не                                | Да                                | Да                                | Да                                |
| Warp funkcije                                                                                   | Не                                | Не                                | Не                                | Не                                | Не                                | Да                                | Да                                |
| Funnel shift                                                                                    | Не                                | Не                                | Не                                | Не                                | Не                                | Не                                | Да                                |
| Dinamička paralelnost                                                                           | Не                                | Не                                | Не                                | Не                                | Не                                | Не                                | Да                                |

| Tehničke specifikacije                                                                               | CUDA compute capability (verzija)      | CUDA compute capability (verzija)      | CUDA compute capability (verzija)      | CUDA compute capability (verzija)      | CUDA compute capability (verzija) | CUDA compute capability (verzija) | CUDA compute capability (verzija) |
| Tehničke specifikacije                                                                               | 1.0                                    | 1.1                                    | 1.2                                    | 1.3                                    | 2.x                               | 3.0                               | 3.5                               |
| --- | -------------------------------------- | -------------------------------------- | -------------------------------------- | -------------------------------------- | --------------------------------- | --------------------------------- | --------------------------------- |
| Maksimalna dimenzionalnost mreže bloka niti                                                          | 2                                      | 2                                      | 2                                      | 2                                      | 3                                 | 3                                 | 3                                 |
| Maksimalna x-, y-, ili z-dimenzija mreže bloka niti                                                  | 65535                                  | 65535                                  | 65535                                  | 65535                                  | 65535                             | 231-1                             | 231-1                             |
| Maksimalna dimenzionalnost bloka niti                                                                | 3                                      | 3                                      | 3                                      | 3                                      | 3                                 | 3                                 | 3                                 |
| Maksimalna x- ili y-dimenzija bloka                                                                  | 512                                    | 512                                    | 512                                    | 512                                    | 1024                              | 1024                              | 1024                              |
| Maksimalna z-dimenzija bloka                                                                         | 64                                     | 64                                     | 64                                     | 64                                     | 64                                | 64                                | 64                                |
| Maksimalan broj niti po bloku                                                                        | 512                                    | 512                                    | 512                                    | 512                                    | 1024                              | 1024                              | 1024                              |
| Warp veličina                                                                                        | 32                                     | 32                                     | 32                                     | 32                                     | 32                                | 32                                | 32                                |
| Maksimalan broj rezidentnih blokova po multiprocesoru                                                | 8                                      | 8                                      | 8                                      | 8                                      | 8                                 | 16                                | 16                                |
| Maksimalan broj rezidentnih niti po multiprocesoru                                                   | 768                                    | 768                                    | 1024                                   | 1024                                   | 1536                              | 2048                              | 2048                              |
| Broj 32-bitnih registara po multiprocesoru                                                           | 8 K                                    | 8 K                                    | 16 K                                   | 16 K                                   | 32 K                              | 64 K                              | 64 K                              |
| Maksimalan broj 32-bitnih registara po niti                                                          | 128                                    | 128                                    | 128                                    | 128                                    | 63                                | 63                                | 255                               |
| Maksimalna količina deljene memorije po multiprocesoru                                               | 16 KB                                  | 16 KB                                  | 16 KB                                  | 16 KB                                  | 48 KB                             | 48 KB                             | 48 KB                             |
| Količina lokalne memorije po niti                                                                    | 16 KB                                  | 16 KB                                  | 16 KB                                  | 16 KB                                  | 512 KB                            | 512 KB                            | 512 KB                            |
| Veličina konstantne memorije                                                                         | 64 KB                                  | 64 KB                                  | 64 KB                                  | 64 KB                                  | 64 KB                             | 64 KB                             | 64 KB                             |
| Veličina keša po multiprocesoru za konstantnu memoriju                                               | 8 KB                                   | 8 KB                                   | 8 KB                                   | 8 KB                                   | 8 KB                              | 8 KB                              | 8 KB                              |
| Veličina keša po multiprocesoru za memoriju tekstura                                                 | Zavisno od uređaja, između 6 KB i 8 KB | Zavisno od uređaja, između 6 KB i 8 KB | Zavisno od uređaja, između 6 KB i 8 KB | Zavisno od uređaja, između 6 KB i 8 KB | 12 KB                             | 12 KB                             | Između 12 KB i 48 KB              |
| Maksimalna širina za referencu 1D teksture vezane za CUDA niz                                        | 8192                                   | 8192                                   | 8192                                   | 8192                                   | 65536                             | 65536                             | 65536                             |
| Maksimalna širina za referencu 1D teksture vezane za linearnu memoriju                               | 227                                    | 227                                    | 227                                    | 227                                    | 227                               | 227                               | 227                               |
| Maksimalna širina i broj slojeva za referencu 1D slojevite teksture                                  | 8192 × 512                             | 8192 × 512                             | 8192 × 512                             | 8192 × 512                             | 16384 × 2048                      | 16384 × 2048                      | 16384 × 2048                      |
| Maksimalna visina i širina za referencu 2D teksture vezane za CUDA niz                               | 65536 × 32768                          | 65536 × 32768                          | 65536 × 32768                          | 65536 × 32768                          | 65536 × 65535                     | 65536 × 65535                     | 65536 × 65535                     |
| Maksimalna visina i širina za referencu 2D teksture vezane za linearnu memoriju                      | 65000 × 65000                          | 65000 × 65000                          | 65000 × 65000                          | 65000 × 65000                          | 65000 × 65000                     | 65000 × 65000                     | 65000 × 65000                     |
| Maksimalna visina,širina, i broj slojeva za referencu 2D slojevite teksture                          | 8192 × 8192 × 512                      | 8192 × 8192 × 512                      | 8192 × 8192 × 512                      | 8192 × 8192 × 512                      | 16384 × 16384 × 2048              | 16384 × 16384 × 2048              | 16384 × 16384 × 2048              |
| Maksimalna visina,širina, i dubina za referencu 3D teksture vezane za CUDA niz ili linearnu memoriju | 2048 × 2048 × 2048                     | 2048 × 2048 × 2048                     | 2048 × 2048 × 2048                     | 2048 × 2048 × 2048                     | 2048 × 2048 × 2048                | 4096 × 4096 × 4096                | 4096 × 4096 × 4096                |
| Maksimalna širina (i visina) za referencu cubemap teksture                                           | N/A                                    | N/A                                    | N/A                                    | N/A                                    | 16384                             | 16384                             | 16384                             |
| Maksimalna širina (i visina) i broj slojeva za referencu cubemap slojevite teksture                  | N/A                                    | N/A                                    | N/A                                    | N/A                                    | 16384 × 2046                      | 16384 × 2046                      | 16384 × 2046                      |
| Maksimalan broj tekstura koje se mogu vezati za kernel                                               | 128                                    | 128                                    | 128                                    | 128                                    | 128                               | 256                               | 256                               |
| Maksimalna širina reference 1D površine vezane za CUDA niz                                           | Nije podržano                          | Nije podržano                          | Nije podržano                          | Nije podržano                          | 65536                             | 65536                             | 65536                             |
| Maksimalna širina i broj slojeva reference 1D slojevite površine                                     | Nije podržano                          | Nije podržano                          | Nije podržano                          | Nije podržano                          | 65536 × 2048                      | 65536 × 2048                      | 65536 × 2048                      |
| Maksimalna širina i visina za referencu 2D površine vezane za CUDA niz                               | Nije podržano                          | Nije podržano                          | Nije podržano                          | Nije podržano                          | 65536 × 32768                     | 65536 × 32768                     | 65536 × 32768                     |
| Maksimalna širina, visina, i broj slojeva reference 2D slojevite površine                            | Nije podržano                          | Nije podržano                          | Nije podržano                          | Nije podržano                          | 65536 × 32768 × 2048              | 65536 × 32768 × 2048              | 65536 × 32768 × 2048              |
| Maksimalna širina, visina, i dubina reference 3D površine vezane za CUDA niz                         | Nije podržano                          | Nije podržano                          | Nije podržano                          | Nije podržano                          | 65536 × 32768 × 2048              | 65536 × 32768 × 2048              | 65536 × 32768 × 2048              |
| Maksimalna širina (i visina) reference za cubemap površinu vezanu za CUDA niz                        | Nije podržano                          | Nije podržano                          | Nije podržano                          | Nije podržano                          | 32768                             | 32768                             | 32768                             |
| Maksimalna širina (i visina) i broj slojeva reference za cubemap slojevitu površinu                  | Nije podržano                          | Nije podržano                          | Nije podržano                          | Nije podržano                          | 32768 × 2046                      | 32768 × 2046                      | 32768 × 2046                      |
| Maksimalan broj površina koje se mogu povezati u kernelu                                             | Nije podržano                          | Nije podržano                          | Nije podržano                          | Nije podržano                          | 8                                 | 16                                | 16                                |
| Maksimalan broj instrukcija po kernelu                                                               | 2 million                              | 2 million                              | 2 million                              | 2 million                              | 512 million                       | 512 million                       | 512 million                       |

| Specifikacije arhitekture                                                                        | CUDA compute capability (verzija) | CUDA compute capability (verzija) | CUDA compute capability (verzija) | CUDA compute capability (verzija) | CUDA compute capability (verzija) | CUDA compute capability (verzija) | CUDA compute capability (verzija) | CUDA compute capability (verzija) |
| Specifikacije arhitekture                                                                        | 1.0                               | 1.1                               | 1.2                               | 1.3                               | 2.0                               | 2.1                               | 3.0                               | 3.5                               |
| ------------------------------------------------------------------------------------------------ | --------------------------------- | --------------------------------- | --------------------------------- | --------------------------------- | --------------------------------- | --------------------------------- | --------------------------------- | --------------------------------- |
| Broj jezgara za funkcije koje izvršavaju celobrojnu aritmetiku i aritmetiku sa pokretnim zarezom | 8                                 | 8                                 | 8                                 | 8                                 | 32                                | 48                                | 192                               | 192                               |
| Broj jedinica za filtriranje tekstura po izlaznoj rendering jedinici                             | 2                                 | 2                                 | 2                                 | 2                                 | 4                                 | 8                                 | 32                                | 32                                |
| Broj warp raspoređivača                                                                          | 1                                 | 1                                 | 1                                 | 1                                 | 2                                 | 2                                 | 4                                 | 4                                 |
| Broj instrukcija izdatih odjednom od strane raspoređivača                                        | 1                                 | 1                                 | 1                                 | 1                                 | 1                                 | 2                                 | 2                                 | 2                                 |

## Primer
Primer koda u C++ koji učitava teksturu iz slike u niz na GPU:
```
texture
<
float
,
 
2
,
 
cudaReadModeElementType
>
 
tex
;

void
 
foo


{

  
cudaArray
*
 
cu_array
;

  
// Alokacija niza

  
cudaChannelFormatDesc
 
description
 
=
 
cudaCreateChannelDesc
<
float
>
;

  
cudaMallocArray
(
&
cu_array
,
 
&
description
,
 
width
,
 
height
);

  
// Kopiranje podataka iz slike u niz

  
cudaMemcpyToArray
(
cu_array
,
 
image
,
 
width
*
height
*
sizeof
(
float
),
 
cudaMemcpyHostToDevice
);

  
// Postavka parametara teksture

  
tex
.
addressMode
[
0
]
 
=
 
cudaAddressModeClamp
;

  
tex
.
addressMode
[
1
]
 
=
 
cudaAddressModeClamp
;

  
tex
.
filterMode
 
=
 
cudaFilterModePoint
;

  
tex
.
normalized
 
=
 
false
;
 
// do not normalize coordinates

  
// Vežemo teksturu za niz

  
cudaBindTextureToArray
(
tex
,
 
cu_array
);

  
// Izvršavamo kernel

  
dim3
 
blockDim
(
16
,
 
16
,
 
1
);

  
dim3
 
gridDim
((
width
 
+
 
blockDim
.
x
 
-
 
1
)
/
 
blockDim
.
x
,
 
(
height
 
+
 
blockDim
.
y
 
-
 
1
)
 
/
 
blockDim
.
y
,
 
1
);

  
kernel
<<<
 
gridDim
,
 
blockDim
,
 
0
 
>>>
(
d_data
,
 
height
,
 
width
);

  
// Poništavamo vezu tekstura-niz

  
cudaUnbindTexture
(
tex
);

}
 
//end foo()

__global__
 
void
 
kernel
(
float
*
 
odata
,
 
int
 
height
,
 
int
 
width
)

{

   
unsigned
 
int
 
x
 
=
 
blockIdx
.
x
*
blockDim
.
x
 
+
 
threadIdx
.
x
;

   
unsigned
 
int
 
y
 
=
 
blockIdx
.
y
*
blockDim
.
y
 
+
 
threadIdx
.
y
;

   
if
 
(
x
 
<
 
width
 
&&
 
y
 
<
 
height
)
 
{

      
float
 
c
 
=
 
tex2D
(
tex
,
 
x
,
 
y
);

      
odata
[
y
*
width
+
x
]
 
=
 
c
;

   
}

}

```

## Trenutna i buduća upotreba CUDA platforme
- Ubrzano prikazivanje 3D grafike
- Ubrzana konverzija formata video fajlova
- Ubrzana enkripcija, dekripcija i kompresija
- Izračunavanja u biologiji
- Simulacije u fizici, naročito kod dinamike fluida.

- Distribuirana obrada

## Spoljašnje veze
- Званични веб-сајт